# Biscarrosse

Biscarrosse este o comună în departamentul Landes din sud-vestul Franței. În 2009 avea o populație de 12.163 de locuitori.

## Evoluția populației
| An        | 1975  | 1982  | 1990  | 1999  | 2006   | 2009   |
| --------- | ----- | ----- | ----- | ----- | ------ | ------ |
| Populație | 8.058 | 8.065 | 9.054 | 9.281 | 12.031 | 12.163 |